# Orgue Boisselin-Moitessier de la collégiale royale Sainte-Marthe de Tarascon
L'orgue Boisselin-Moitessier de la collégiale royale Sainte-Marthe de Tarascon a vu se succéder les plus grands facteurs d'orgues provençaux : Marchand, Boisselin, les Isnard, Moitessier.

## Historique
L'orgue originel a été construit en 1604 par Pierre Marchand, organier le plus actif en Provence à la fin du XVIe et au début du XVIIe siècle, avec un clavier unique et probablement sans Pédale. 
Transféré à sa place actuelle et agrandi en 1712 par Charles Boisselin qui flanque le corps central de Marchand de deux tourelles légèrement en retrait, décore, peint et dore le tout pour nous laisser un des plus beaux buffets Louisquatorzien de Provence et son seul buffet polychrome connu, classé au titre des immeubles par destination des monuments historiques, par la liste de 1840. Il ajoute les jeux de : Doublette, Tierce, Fourniture  3 rangs, Cymbale 2 rangs et Cromorne ainsi qu'une pédale de Trompette 8'.
Le mécanisme est révisé en 1729 par François Gibello, puis tout l'orgue, en 1742 par un voisin, le frère Jean-Esprit Isnard, du couvent des Dominicains de Tarascon, qui modifie les jeux d'anches. En 1788, son neveu Joseph Isnard ajoute un Récit de 37 notes comprenant: Flûte 8', Cornet IV rgs, basse de Cromorne 8' et dessus de Hautbois 8'.
En 1847, reconstruction par le montpelliérain Prosper-Antoine Moitessier qui fournit des sommiers neufs mais conserve la tuyauterie ancienne, augmente le nombre de jeu du Récit et le rend expressif, et place un Euphone au G.O.. En 1910, Félix Vignolo de Marseille étend le Récit à 54 notes.
Le 27 juin 1977, la partie instrumentale est classée au titre objet des monuments historiques.
En 1984, restauration de Jean Dunand de Villeurbanne, visant à maintenir l'orgue de Moitessier et la tuyauterie encore présente de Marchand et Boisselin.

## Composition
- accessoires: accouplement  +  octave grave G.O. (redoublement en 16'), 2 tirasses, expression par cuillère
- console en fenêtre: touches naturelles en ivoire, feintes en ébène; tirants de registres en bois munis de boutons ronds avec étiquettes en porcelaine, et rouleaux en fer
- traction des notes et tirage des jeux mécaniques
- 60 % de la tuyauterie est ancienne (17e et 18e siècles) mais entièrement réharmonisée par Moitessier
- pédalier à "l'Allemande"
- alimentation en air assurée par un très grand réservoir à lanterne, à plis parallèles
- sommiers, en chêne et à gravures, de Moitessier: 2 pour la Pédale; 2 pour le G.O. à gravures obliques; 1 pour le Récit, recoupé et étendu de 17 notes au centre par Vignolo.

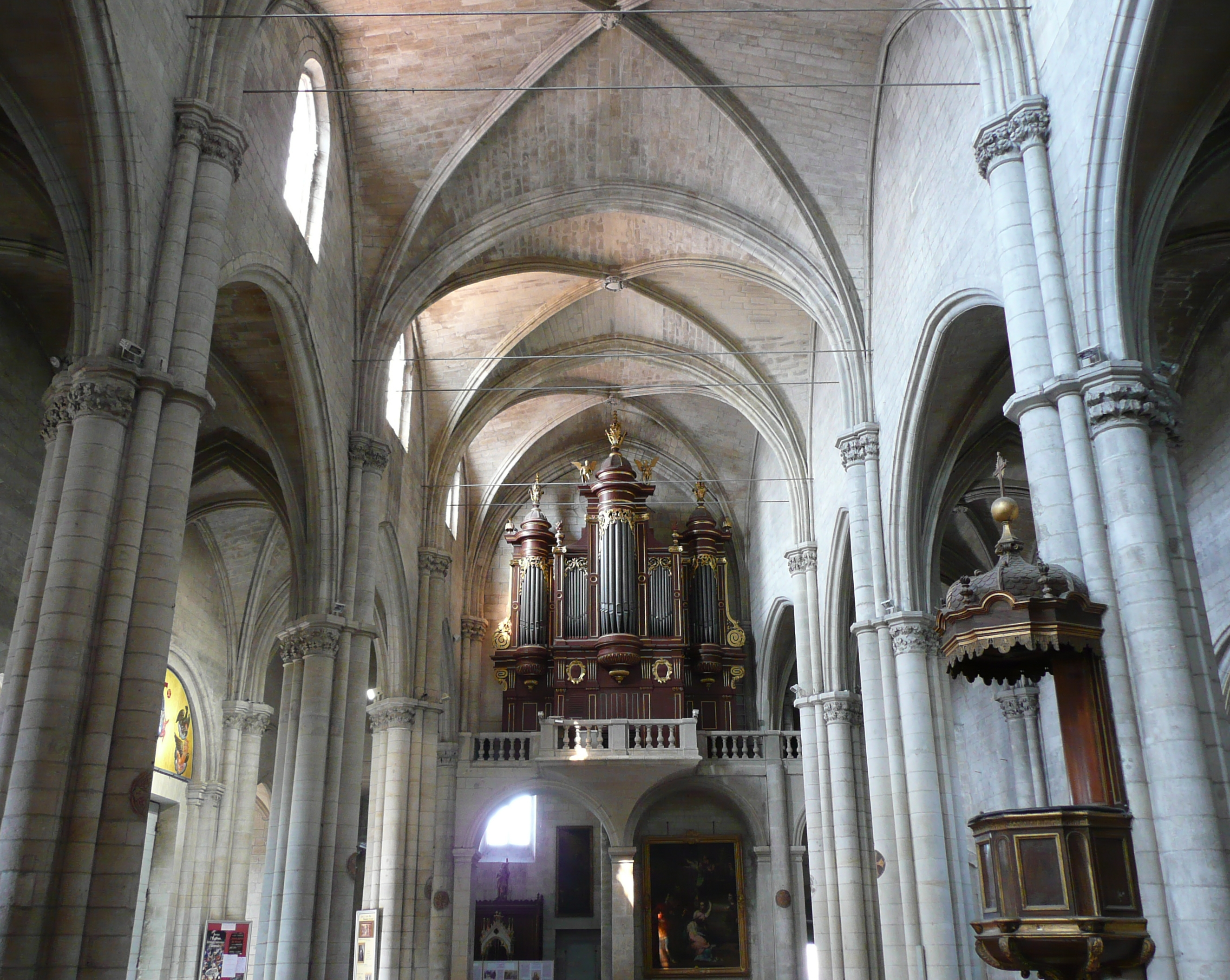
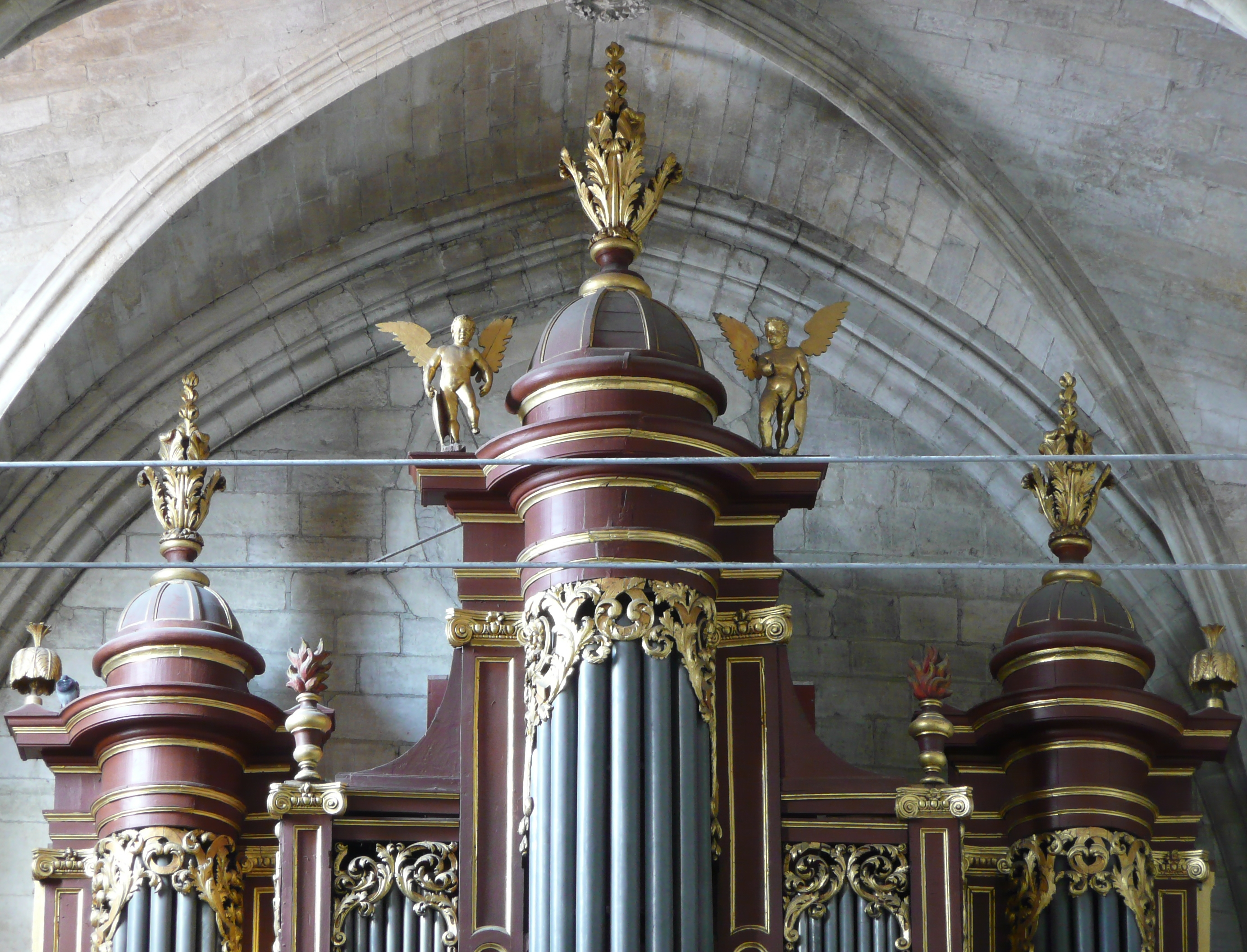
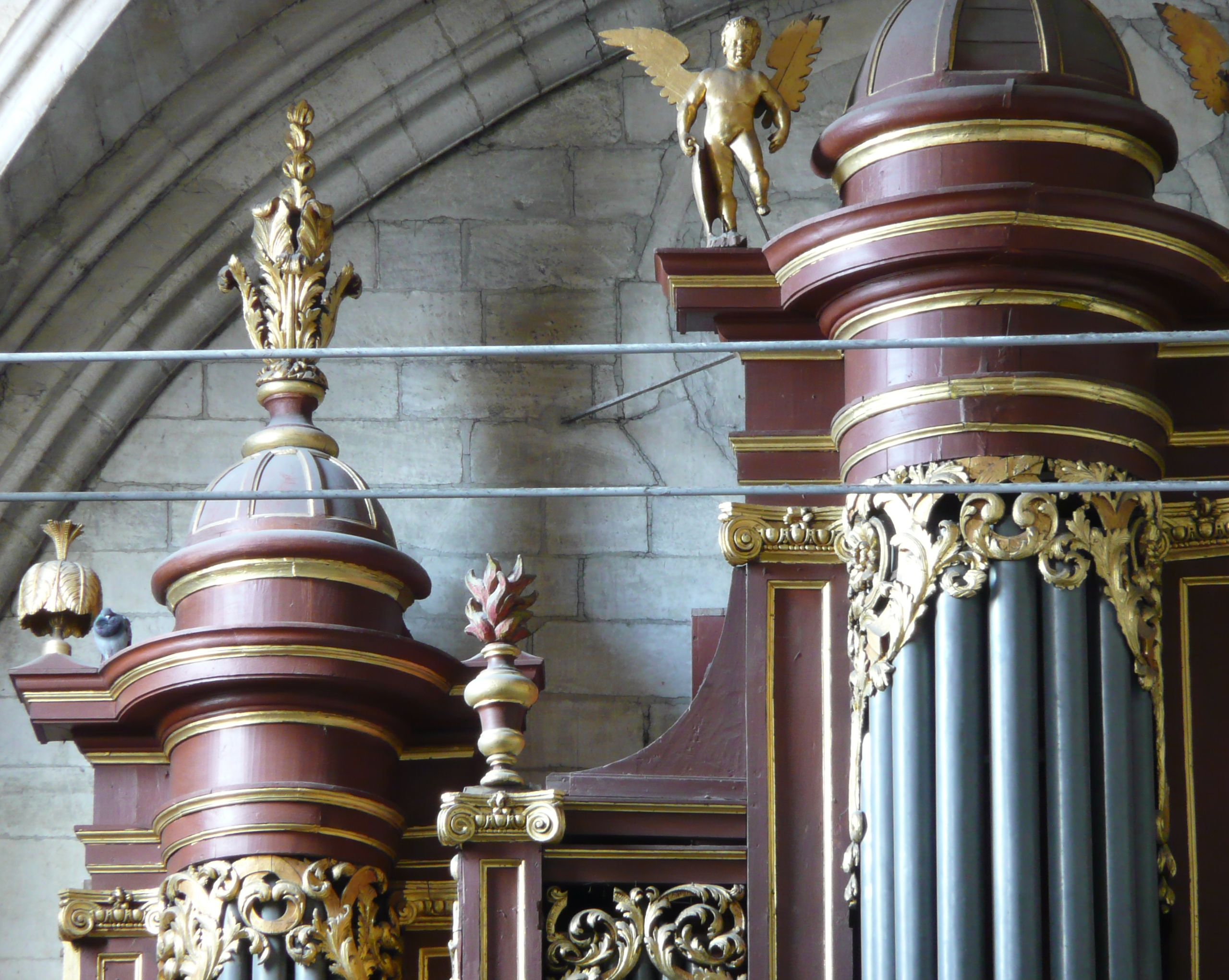
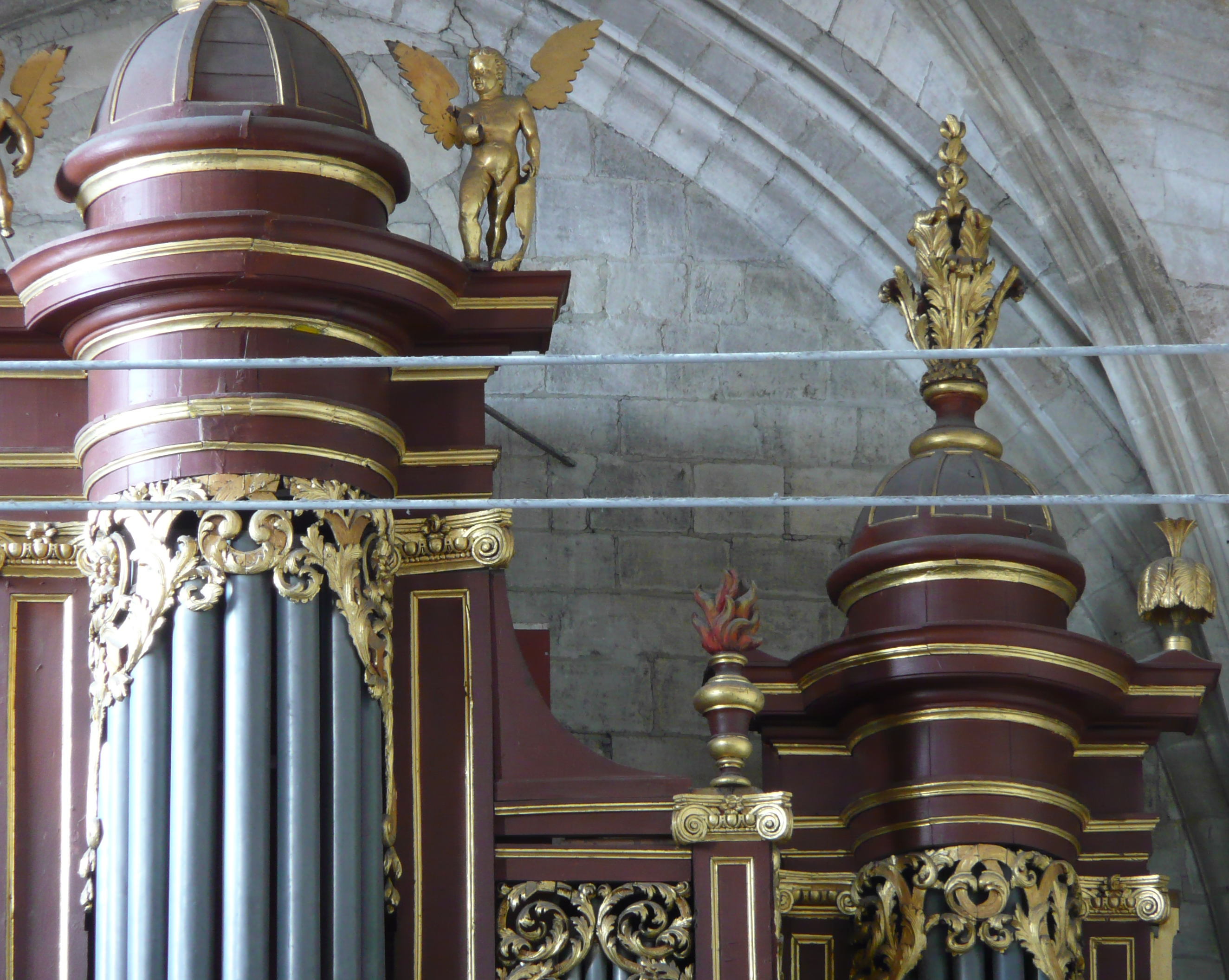
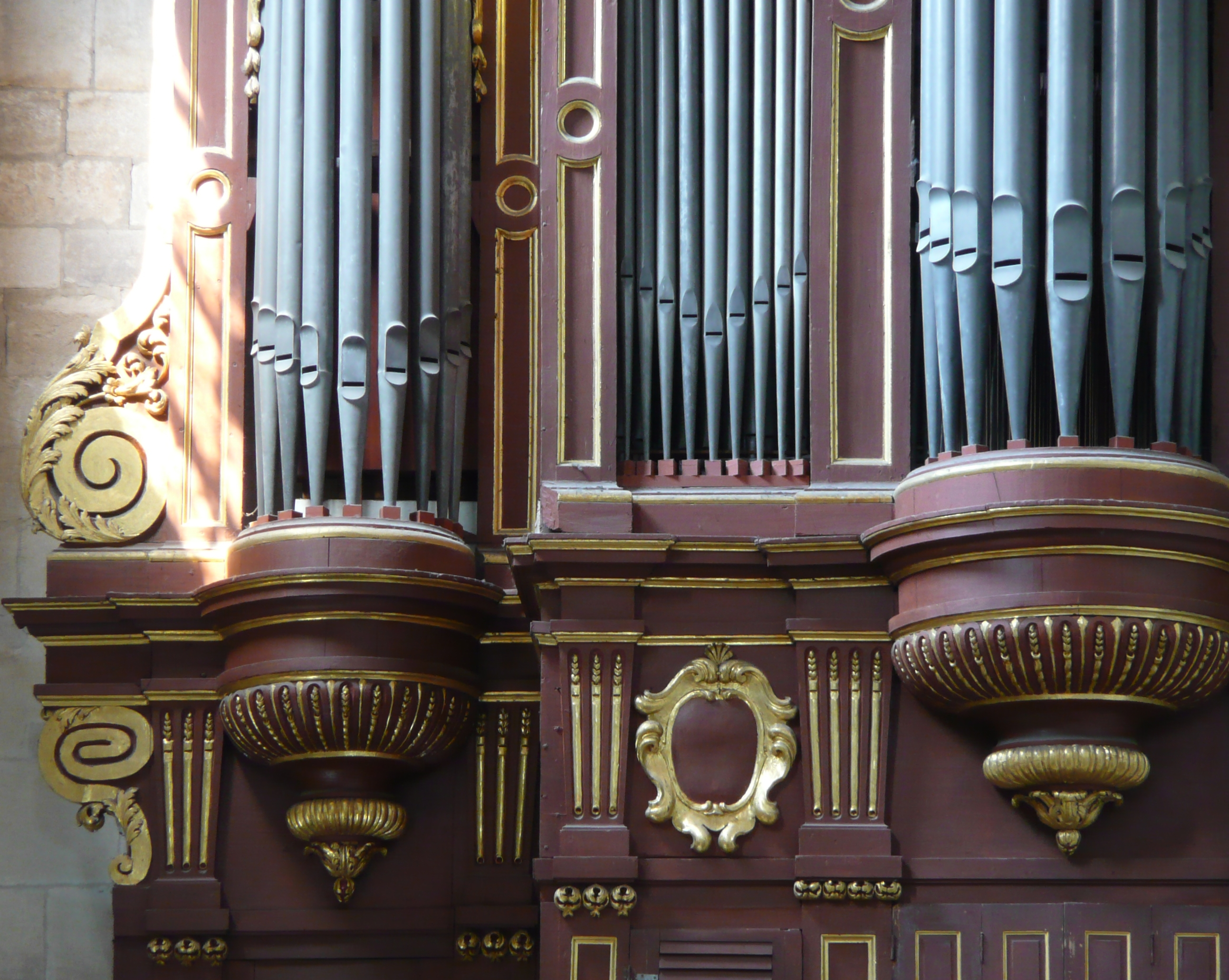
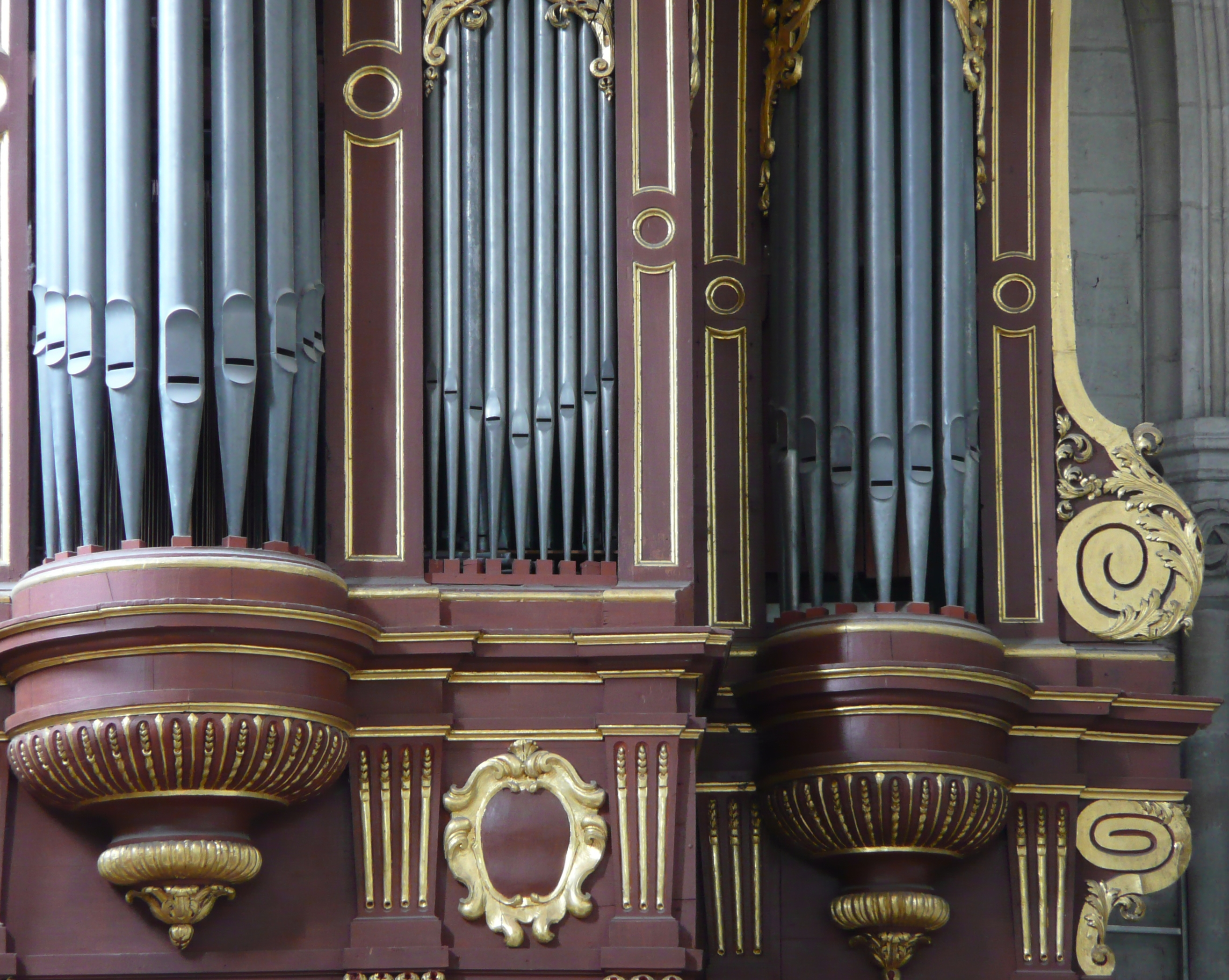

| I Grand-orgue       | II Récit Expressif   |
| ------------------- | -------------------- |
| 54 notes,ut1 à fa5  | 54 notes,ut1 à fa5   |
| Bourdon 16'         | Flûte traversière 8' |
| Montre 8'           | Clarabella 8'        |
| Bourdon 8'          | Flûte harmonique 4'  |
| Gambe 8'            | Flûte 2'             |
| Prestant 4'         | Cornet IV rgs        |
| Flûte 4'            | Trompette 8'         |
| Salicional 4'       | Hautbois-basson 8'   |
| Doublette 2'        | Voix humaine 8'      |
| Flageolet 2'        |                      |
| Nazard 2'2/3        |                      |
| Tierce 1'3/5        |                      |
| Fourniture VII rgs  | Pédale               |
| Cornet V rgs (Ut 3) | 27 notes, Ut1 à Ré3  |
| Trompette 8'        |                      |
| Clairon 4'          | Flûte 8'             |
| Cromorne 8'         | Trompette 8'         |

## Sources
- Norbert Dufourcq, Le Livre de l'Orgue Français, tome II, le Buffet, fascicule 3, A. & J. Picard, 1969
- Norbert Dufourcq, Le Livre de l'Orgue Français, tome III, la Facture, 2e partie, Picard,  (ISBN 2-7084-0031-2)
- Orgues en P.A.C.A., tome 1, les Bouches-du-Rhône, ARCAM chez EDISUD,  (ISBN 2-85744-255-6)
- Orgues, le chœur des Anges par Jean-Michel Sanchez (textes) et Olivier Placet (photos), Le Bec en l’Air  (ISBN 2-916073-01-9)
- Les Isnard, une révolution dans la facture d’orgues, Jean-Robert Caïn, Robert Martin, Jean-Michel Sanchez, EDISUD, 1991  (ISBN 978-2-85744-337-7)